# Giovanni Perissinotto (dirigente)
Giovanni Perissinotto (Conselice, 6 dicembre 1953) è un dirigente d'azienda italiano.

## Biografia
Laureato in Economia e Commercio, inizia la sua carriera alle Assicurazioni Generali nel 1980 presso diverse società del gruppo all'estero. 
Rientra a Trieste nel 1988 e inizia la carriera che lo porterà a venire nominato direttore generale nel 1998 e amministratore delegato nel 2001. È anche presidente del consiglio di sorveglianza di Generali Investments S.p.A., oltre a diverse altre cariche in diverse società del gruppo Generali e non appartenenti come Pirelli & C. S.p.A. e Fiat Industrial S.p.A.. Perissinotto fa parte del consiglio direttivo e della giunta di Assonime nonché è membro del comitato esecutivo dell'ANIA. È membro dell'Advisory Board di SDA Bocconi School of Management.

### Le critiche di Del Vecchio
Giovanni Perissinotto ha subito pesanti critiche da parte di Leonardo Del Vecchio: 
«La parte assicurativa va bene. Ma al mio amico Della Valle, che è così contento del management ma che non ha un'azione della compagnia, vorrei ricordare che in cinque anni il titolo ha perso i due terzi del suo valore. Dal primo gennaio è sotto del 12%, a confronto Allianz è sopra del 14%, in un anno il titolo ha perso il 34%. Dividendo quasi azzerato. Quello che mi dà fastidio è che i fondamentali sono buoni, l'attività assicurativa funziona. Ma voler fare i finanzieri è quello che rovina tutto. Stessa identica cosa accaduta in UniCredit. Una banca nella quale ho investito da oltre vent'anni».
«Il problema è quando si vuole fare finanza. Quando, usando i soldi dei risparmiatori che vorrebbero solo fossero ben gestiti, si comprano invece un pezzettino di Telecom e l'1% di una banca russa; si mettono a repentaglio oltre due miliardi con un altro finanziere come il ceco Kellner; oppure ci si impegna nell'operazione CityLife in una percentuale che nessun immobiliarista al mondo farebbe; e sui fondi greci sono stati persi 800 milioni. Penso quindi che oggi l'amministratore delegato, capo azienda unico, senza alibi di azionisti e presidenti, dovrebbe dare dignitosamente le dimissioni. Dovrebbe, sarebbe rispettoso verso gli investitori, gli azionisti e gli assicurati. So che in Italia questo non è uno sport nazionale, ma al suo posto non mi presenterei all'assemblea. Sono sicuro che ci sarebbe un'ovazione quasi scaligera».

### Rimosso dall'incarico»
Il 31 maggio del 2012 è stato convocato il consiglio di amministrazione straordinario delle Generali per sabato 2 giugno a Milano. L'ordine del giorno parla di misure relative agli articoli del codice civile 2381 («Presidente, comitato esecutivo e amministratori delegati») e 2386 («Sostituzione degli amministratori»).
Il titolo delle Generali in giugno 2012 ha perso il 22%, che diventa il 31% in sei mesi (da dicembre a fine giugno) e e 45% in 12 mesi (giugno 2012-giugno 2013). Il titolo attualmente vale 8,21 euro ossia meno del valore di carico di Mediobanca, primo socio con oltre il 13% delle azioni.
Lo stesso sabato Perissinotto è stato rimosso dalla carica di amministratore delegato e al suo posto è stato nominato Mario Greco amministratore delegato di Zurich General Insurance da cui ha immediatamente rassegnato le dimissioni,.

### Dopo le Generali
Nel 2012 al termine del suo ruolo nel Gruppo Generali è stato indicato dal Comune di Trieste come consigliere di amministrazione nella multiservizi nata dalla fusione di Acegas - Aps ed Hera.
Nel 2013 fonda insieme a Stefano Core Italian Creation Group, una holding industriale con in portafoglio brand come Valcucine, FontanaArte e Driade. 

## Riconoscimenti
Nel 2007 è stato nominato Cavaliere del Lavoro da Giorgio Napolitano.